# مملكة لوسيتانيا الشمالية
مملكة لوسيتانيا الشمالية (بالبرتغالية: Reino da Lusitânia Setentrional) كانت مملكة اقترحها نابليون بونابرت في عام 1807 لملك إتوريا، كارلو الثاني دوق بارما، وتقع في شمال البرتغال.
في عام 1807، رفضت البرتغال طلب نابليون الانضمام إلى نظام الحصار القاري ضد المملكة المتحدة. قام نابليون، عبر توقيعه على معاهدة فونتينبلو في 27 أكتوبر 1807، مع إسبانيا، بتحديد احتلال البرتغال واقترح تقسيم البلاد إلى ثلاث دول مختلفة:
- مملكة لوسيتانيا الشمالية (في شمال البرتغال، بين نهري دويرة ومينهو، بما في ذلك المدن الرئيسية مثل بورتو وبراغا؛ لقد سميت باسم مقاطعة لوسيتانيا الرومانية وكان سيحكمها ملك إتروريا المخلوع، كارلو الثاني؛
- البرتغال (يتم نقلها إلى المنطقة الواقعة بين نهري دويرة وتاجة، بما في ذلك العاصمة لشبونة؛ التي ستحكمها فرنسا مباشرة)؛
- إمارة الغرب (المقابلة لجميع جنوب البرتغال، جنوب نهر تاجة، بما في ذلك منطقتي الغرب وألنتيجو)، ليحكمها رئيس وزراء إسبانيا، مانويل دي جودوي، حليف نابليون، بلقب أمير.

أعقب ذلك غزو فرنسي بقيادة المارشال جونوت، وتم الاستيلاء على العاصمة لشبونة في 1 ديسمبر 1807. ساعد التدخل البريطاني في حرب شبه الجزيرة، بقيادة آرثر ويلزلي، دوق ولنغتون الأول، في الحفاظ على استقلال البرتغال، حيث تم طرد آخر القوات الفرنسية في عام 1812.